# ارتاح
حي ارتاح، هو أحد أحياء مدينة طولكرم، يقع الحي في قلب المدينة وتحديدًا في الجهة الجنوبية من المدينة، وتعمل بلدية طولكرم على تطوير الحي في كافة المجالات.

## سبب تسمية الحي
سمي حي ارتاح في مدينة طولكرم بهذا الاسم نسبة إلى النبي يعقوب والذي جلس وارتاح في هذا الحي، ورد إليه بصره فيه عندما سمع بوجود ابنه يوسف على قيد الحياة.

## معالم الحي
من أشهر معالم الحي:
- مقام النبي يعقوب: ويتكون المقام من مبنى من طابقين، الطابق الأول (الطابق السفلي) ويعود للعصر الروماني، أما الطابق الثاني (الطابق العلوي) فيعود للفترة المملوكية، وهو مبنى إسلامي ذو قباب، وفيه غرف ومحراب بالإضافة إلى سرداب يؤدي للطابق السفلي، كما يضم المقام ساحة تؤدي إلى بوابة المقام، وبركتان مبنيتان من الحجارة تعودا للفترة الرومانية إحداهما «متوسطة الحجم» والأخرى «صغيرة».[3]
- المعصرة الرومانية: وتتكون من أرضية فسيفسائية محاطة بمجموعة من الآثار الرومانية كالبركة والقنوات والكهف وبقايا جدران وآبار وغيرها.
- ثلاث مساجد.
- أربع مدارس للتعليم الابتدائي والأساسي والثانوي.